# Granica kristalnog zrna
Granica kristalnog zrna određuje se kao granica između dva područja iste faze, ali različite orijentacije kristala. Ona je područje diskontinuiteta ili nesređenosti, koje karakterizira povećana energija. Težnja za smanjenjem energije je “pokretačka sila”, koja nastoji smanjiti područje granice kristalnog zrna. Energija granice zrna raste s razlikom u orijentaciji zrna, a kod razlike u orijentaciji > 30° približno je konstantna.
Polikristalni materijali kakvi su metali sastoje se od mnogo malih kristala ili kristalnih zrna, jer su nastali iz velikog broja centara kristalizacije. Orijentacija tih zrna je različita pa je narušena građa kristala na njihovim dodirnim površinama koje se nazivaju granice kristalnog zrna. Kao plošne, dvodimenzijske nesavršenosti, granice zrna zahvaćaju veliki obujam metala.

## Vrste granica kristalnog zrna
S obzirom na kristalnu strukturu odnosno razliku u orijentaciji postoje dva tipa granica zrna: 
- granice zrna malog kuta (manje od 1º),
- granice zrna velikog kuta

Granice zrna malog kuta nastale međusobnim nagibom zrna sastavljene su od niza stepenastih dislokacija, za što postoje i eksperimentalni dokazi. Granice zrna malog kuta nastale međusobnim zakretom zrna sastoje se od vijčanih dislokacija.

### Granice zrna velikog kuta
To su najčešće i tipične granice kristalnog zrna, a njihova je širina atomskih dimenzija (od 2 - 3 atomska razmaka), što znači da se kristalne rešetke obaju zrna usko približavaju neometane. Takve granice često uključuju i “velike” šupljine među atomima, što omogućava bržu difuziju i apsorpciju stranih atoma.

### Granice sraslaca
To je specijalni slučaj granice zrna, kod kojih su kristaliti međusobno zrcalno orijentirani. Postoje dvije osnovne vrste ovakvih granica: koherentne i nekoherentne.
Kod koherentnih granica je granica zrna ujedno i ravnina srastanja, što nije slučaj kod nekoherentnih granica. Koherentna granica srastanja ima uvijek nižu specifičnu energiju nego nekoherentna granica, zbog jednostavnije strukture s manje grešaka rešetke.

## Rast kristalnog zrna
Kada se jedan običan metal ili legura bez unutrašnjih naprezanja zagrijavaju na dovoljno visokoj temperaturi, granice zrna se lagano pomiču i uzrokuju jednolično povećanje veličine zrna. Ovaj proces je poznat kao normalan rast zrna. On je mnogo sporiji od ostalih tipova migracije granica zrna. Pokretačka sila za normalan rast zrna je energija povezana s granicama zrna. Kada se povećavaju zrna smanjuje se ukupna površina njihovih granica, a sukladno tome i unutrašnja energija metala. Postoji tok materije iz područja višeg tlaka u područje nižeg tlaka, odnosno iz područja višeg aktiviteta u područje nižeg aktiviteta atoma.
Promatranjem mnoštva kristalnih zrna u metalu opaža se, da zrna u principu imaju zakrivljene granice, a veličina zakrivljenosti razlikuje se od zrna do zrna u ovisnosti o njihovoj veličini, te o obliku i veličini susjednih zrna. Jasno je, da će na konkavnoj strani granice zrna postojati veći aktivitet atoma. Zbog razlike u aktivitetima atomi će se pomicati u radijalnom smjeru, a granice zrna suprotno tome u smjeru centra zakrivljenosti. Pri zagrijavanju metala na određenoj temperaturi stoga se sukcesivno povećavaju veća zrna, dok manja iščezavaju.
Daljnje razmatranje ukazuje na to, da su granice zrna s manje od 6 stranica u principu konkavne u odnosu na njihov centar, dok su one s više od šest stranica konveksne, a ovaj efekt je to veći što je broj stranica veći od šest. To potvrđuje činjenicu, da je samo šesterokut geometrijski lik koji se sastoji od ravnih linija i ima unutrašnji kut od 120º. Sva zrna s manje od 6 stranica u osnovi su nestabilna i teže da se smanje odnosno nestanu, dok
ona s više od šest stranica teže da i dalje rastu. Druga je važna činjenica, da postoji određeni odnos između veličine zrna i broja njegovih stranica. Manja zrna obično imaju i manji broj stranica, pa nije čudno da zrna s tri stranice najbrže nestaju.
Zrna grubozrnatog čelika rastu na način karakterističan za jednofazne legure. Ograničeni rast zrna, kod nižih temperatura zagrijavanja za sitnozrnati čelik je tipično svojstvo legura koje sadrže fino dispergiranu drugu fazu. Iznad neke više temperature dolazi do ogrubljenja zrna pri čemu nekoliko većih zrna djelomično ili potpuno zamijene sitna zrna, koja postoje u širem području nižih temperatura.